# Neuhof (bij Fulda)
Neuhof is een gemeente in de Duitse deelstaat Hessen, en maakt deel uit van de Landkreis Fulda.
Neuhof telt 10.861 inwoners.

## Plaatsen in de gemeente Neuhof
- Dorfborn (met Kahlberg)
- Giesel
- Hattenhof
- Hauswurz
- Kauppen
- Neuhof (met Ellers, Neustadt, Opperz)
- Rommerz
- Tiefengruben

Bad Salzschlirf ·
Burghaun ·
Dipperz ·
Ebersburg ·
Ehrenberg (Rhön) ·
Eichenzell ·
Eiterfeld ·
Flieden ·
Fulda ·
Gersfeld (Rhön) ·
Großenlüder ·
Hilders ·
Hofbieber ·
Hosenfeld ·
Hünfeld ·
Kalbach ·
Künzell ·
Neuhof ·
Nüsttal ·
Petersberg ·
Poppenhausen ·
Rasdorf ·
Tann